# Raúl Marcelino Alfaro Torres
Raúl Marcelino Alfaro Torres (Santiago de Cuba, 10 de junio de 1933), es un artista plástico cubano, especializado en grabado, fotografía, escultura, pintura y diseño gráfico.
Alfaro es graduado de la "Escuela Provincial de Artes Plásticas José Joaquín Tejada", de Santiago de Cuba en 1952. De 1957 a 1958 estudia artes y diseño gráfico en la School of Visual Arts/American Art School de Nueva York.
Ha desarrollado una extensa actividad profesional, tanto artística como docente. Entre 1960 y 1992 se mantuvo como profesor de diferentes especialidades en la Escuela Provincial de Artes Plásticas “José Joaquín Tejada” de Santiago de Cuba. Desde 1992 reside en México, y ha continuado su labor como profesor. Entre 1992 y 1996 impartió lecciones en la Facultad de Artes de la Universidad Veracruzana y en la Escuela de Diseño Gestalt (Xalapa, Veracruz).

## Exposiciones individuales
- 1965 - "Alfaro. Grabados y Dibujos", Galería de Oriente, Santiago de Cuba
- 1965 - "Pintores y Grabadores de Santiago. Aguilera y Alfaro". Centro de Arte Internacional de La Habana.
- Galería Espacio Abierto, Revista Revolución y Cultura, La Habana
- "Exposición del Mtro. Raúl Alfaro Torres. Colografías" La Habana
- Galería de la Casa Makuixóchitl, Ocotepec, Morelos, México.

## Exposiciones colectivas
El artista ha participado en más de 50 exposiciones colectivas, entre ellas se destacan el "Salón Nacional de Grabado 1963" en el Museo Nacional de Bellas Artes, Habana, Cuba; el "Tercer Concurso Latinoamericano de Grabado" en 1964 en la Galería Latinoamericana, Casa de las Américas, Habana, Cuba; en 1970 el "Salón 70" en el Museo Nacional de Bellas Artes, en Cuba y en 1982 "Pintores Santiagueros de Cuba", Galería Tierra Adentro 2, Ciudad de México, México.

## Premios
A lo largo de su carrera ha adquirido varios reconocimientos, tales como los premios de adquisición del "Salón Nacional de Grabado " de 1963 y 1970 (Museo Nacional de Bellas Artes de La Habana), y el Primer Premio de Grabado en el "Primer Salón del Nuevo Paisaje", en Santiago de Cuba.

## Colecciones
Su obra forma parte de las colecciones del Museo Bacardí (Santiago de Cuba) y del Museo Nacional de Bellas Artes (La Habana).